# Ludvík Kodym
Ludvík Kodym (* 6. srpna 1922, Horní Kalná - ?) byl český sochař a restaurátor. Je považován za předního prorežimního sochaře socialistického Československa.

## Život
Sochařství studoval do roku 1942 na Státní odborné škole keramické v Bechyni. Pokračoval na pražské AVU u Jana Laudy a Karla Pokorného, studia zakončil v roce 1949. Akademie v té době byla konzervativnější a vychovávala sochaře pro úkoly socialistického realismu.
Ve své tvorbě se zaměřil na monumentální práce pro architekturu jako např. reliéfy hotelu International či výzdoba Leninova muzea v Praze. Na řadě prací spolupracoval s manželkou Boženou Kodymovou, společně vytvořili plastiky pro školy, plavecké bazény v Neratovicích a Hostivaři či pomníky, opakovaně tvořili lyrizující sousoší mladých lidí. Byli specialisté na pomníky V. I. Lenina. Jejich dílo je ryze konzervativní, z pohledu sochařského řemesla jen průměrné a bez jakékoliv plastické působivosti.
Profesně se věnoval i restaurování, byl členem Skupiny 66 sdružující restaurující malíře, grafiky a sochaře. Byl pedagogem na Fakultě architektury na ČVUT.
V roce 1953 se stal laureátem státní ceny Klementa Gottwalda, v roce 1982 mu byl udělen čestný titul Zasloužilý umělec.
Spolu se svou manželkou byl signatářem Anticharty.

## Dílo
Seznam děl je neúplný.
- reliéfy v hotelu International v pražských Dejvicích[9][5]
- výzdoba Lidového domu v době Leninova muzea, odstraněno[10][5]
- reliéfy významných lékařů, vstup do nemocnice v Ostrově, cca 1961[11]
- Pomník Jana Amose Komenského v Komenského parku v Kolíně, s manželkou, 1974[12][5]
- Pomník V. I. Lenina v Kolíně, s manželkou, 1971[5][7]
- Pomník V. I. Lenina v pražských Dejvicích, s manželkou, 1972[5][7]
- Pomník V. I. Lenina v Českých Budějovicích, s manželkou, 1972, odstraněno[5][7]
- Pomník V. I. Lenina v Havířově, s manželkou, 1976[5][7]
- Socha Student (Studující chlapec) v areálu školy Petra Strozziho v Karlíně v Praze[13][14]
- pískovcová fontána v atriu základní školy Chabařovická v pražských Ďáblicích, 1980[15]
- Pomník V. I. Lenina v Kyjově s manželkou, 1980, odstraněno[16][17]
- Ležící, socha před hotelem Olympik v pražském Karlíně[18]
- Kosmonauti jako Památník československo-sovětského přátelství v Přešticích, s manželkou, 1983[19][20][3]
- Veselice na prostranství před hotelem Družba, Mánesova ulice v Domažlicích, s manželkou, 1984[7]
- Pomník V. I. Lenina v Česká Lípě, s manželkou, 1987[5][7]
- pamětní deska Augustina Schramma, Horní Stromka 9, Vinohrady v Praze, 1988, odstraněno[21]

## Skupinové výstavy
- 1949 – Výtvarní umělci k II. všeodborovému sjezdu, Dům výtvarného umění, Praha
- 1952 – III. Členská výstava, Mánes, Praha
- 1953 – II. krajské středisko Umělecké besedy, členská výstava, Slovanský ostrov, Praha
- 1975 – Výtvarní umělci k 30. výročí osvobození Československa Sovětskou armádou, Praha
- 1976 – Angažovaná monumentální tvorba v Severomoravském kraji. Návrhy a realizace výtvarných děl pro architekturu, Dům umění, Ostrava
- 1977/11 – 1977/12 – Výtvarní umělci Velkému říjnu, Praha, Praha
- 1978/02 – 1978/05 – Umění vítězného lidu: Přehlídka současného československého výtvarného umění k 30. výročí Vítězného února, Praha
- 1980 – Výtvarní umělci k 35. výročí osvobození Československa Sovětskou armádou, Praha
- 1984 – Karel Pokorný a jeho škola, Letohrádek královny Anny (Belveder), Praha
- 1985 – Vyznání životu a míru, Přehlídka československého výtvarného umění k 40. výročí osvobození Československa Sovětskou armádou, Praha, Praha
- 1985 – Vyznání životu a míru, Přehlídka československého výtvarného umění k 40. výročí osvobození Československa Sovětskou armádou, Dom kultúry, Bratislava
- 1987 – Obrazy a sochy, Výstava pražských členů Svazu českých výtvarných umělců, Mánes, Praha[6]